# Errol Zimmerman
Errol Zimmerman (Breda, 20 april 1986) is een Nederlands professionele kickbokser en vechtkunstenaar van Curaçaose afkomst. Hij is gespecialiseerd in de vechtstijl Muay Thai en vertegenwoordigt Hemmers Gym in Breda. Hij is drie keer Nederlands kampioen Muay Thai geworden.
Op 28 januari 2012 vocht Zimmerman bij het evenement It's Showtime 2012 in Leeuwarden tegen Rico Verhoeven. Hij won het gevecht door Verhoeven in de eerste ronde binnen een minuut knock-out te slaan.
Op 6 februari 2015 verloor Zimmerman van Rico Verhoeven in een gevecht om de titel in het zwaargewicht. Hij gaf op in de tweede ronde wegens een knieblessure.